# Gastronomía de la Ciudad de México
La gastronomía de la Ciudad de México es el conjunto de alimentos, preparaciones y técnicas culinarias propias de la capital mexicana. La ciudad cuenta con una enorme población, de la cual mucha es oriunda, pero también hay mucha proveniente de otros lugares de México y por supuesto también del extranjero. De manera que la oferta gastronómica de la capital es muy variada: desde la más cara alta cocina hasta el más económico pero también más abundante street food; de platillos mexicanos típicos de otros estados de México a restaurantes internacionales (de cocina española, francesa, italiana, japonesa, tailandesa, árabe, argentina, peruana, china...); una amplia multitud de puestos callejeros y mercados, además de taquerías, bares y tabernas, cafeterías, pubs...
La cocina chilanga (apodo para la gente de Ciudad de México) se enmarca en la Gastronomía de México, que es Patrimonio de la Humanidad. Debido a las grandes migraciones provenientes de otras regiones mexicanas, en la gastronomía de la capital se refleja la de todo el país.

## Historia

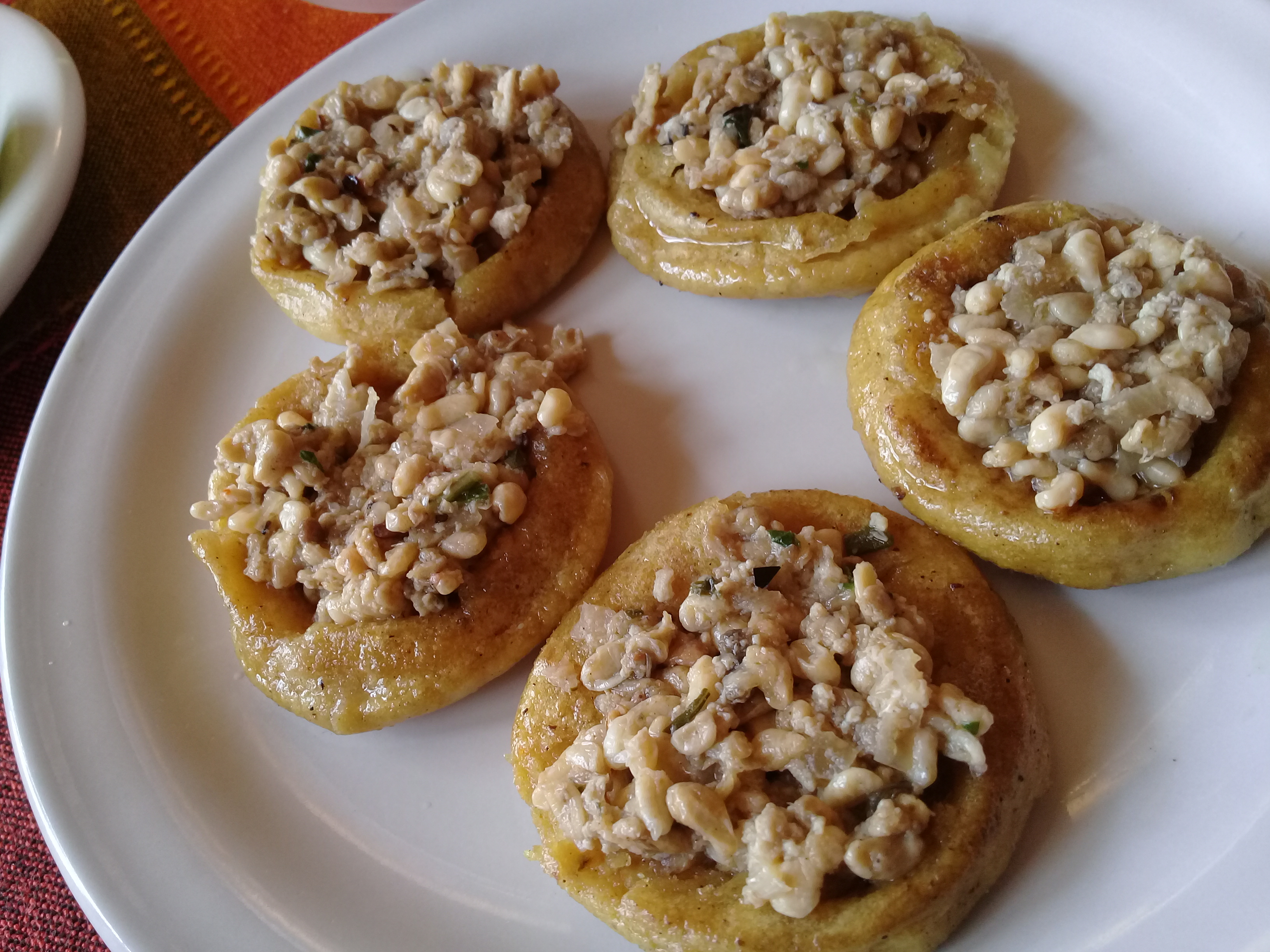
Gorditas con ahuautle.

Así como en otros lugares del país sí se ha podido mantener, la tradición gastronómica prehispánica en el Valle de México ha venido desapareciendo, debido a la transformación radical del entorno natural y una creciente dificultad para conseguir los ingredientes que eran nativos de la cuenca lacustre. Los antiguos habitantes precolombinos del Valle de México consideraban el Lago como su principal fuente de alimento, entre los que cabe destacar a los «pescaditos», peces de 5–7 cm como los charales o mexcalpiques. En la actualidad, conseguir ahuautle (huevas de insectos del lago) es prácticamente imposible. Así pasa también con los patos silvestres y las guías de calabaza, que eran básicas en la gastronomía de Iztapalapa. Los nativos del valle preparaban mextlapiques y mixiotes con pescados del lago, ajolotes, ranas o renacuajos, cosa que hoy solo ocurre en lugares muy aislados y poco transformados como Xochimilco. Para preparar el mixmole, un mole de pescado de Míxquic, se han tenido que sustituir las lenguas de vaca, un tipo de quelite, por acelgas, y los pescados nativos por carpas o truchas de los muchos viveros o piscifactorías que se han construido en el área metropolitana desde el siglo XIX.
Por otra parte, la ciudad es sede de eventos gastronómicos de envergadura nacional, como la Feria Nacional del Mole, que se celebra durante las tres primeras semanas de octubre en San Pedro Atocpan (Milpa Alta). Aproximadamente un 90 % de los habitantes de Atocpan se dedican a la producción de mole, que son unas 30 toneladas anuales.

## Producción agrícola
Por ley, todo producto cultivado en el territorio de la Ciudad de México debe ser orgánico. Y aunque poca tierra queda ya para el uso agrícola (18.600 ha), algunos productos aun se cultivan aquí; el nopal es el producto representativo de Milpa Alta. Se le dedican 300 ha, que abastecen cada día a la Ciudad de México y al resto del país. Se le conoce como el «oro verde» de Milpa Alta. La Ciudad de México es la mayor productora de nopal de México, pero también lo es de geranios y otras flores y romeritos. También se produce avena, brócoli, maíz (hasta 23 variedades) y árboles frutales. Tal cantidad de producción maicera se refleja en el considerable consumo que hacen los defeños, según los chefs Gerardo Rivera y Ricardo Muñoz. También existe actividad agroforestal e invernaderos.
Xochimilco, Milpa Alta, Tláhuac y Tlalpan lideran esta economía agrícola. En Xochimilco particularmente se mantiene vivo un método tradicional de cultivo, las chinampas.

## Comida corrida
Originaria de las áreas periféricas de la Ciudad, la comida corrida es un tipo particular de menú del día que se sirve en las fondas y que se caracteriza por servirse rápidamente y ser económica. Por ello, es ideal para los trabajadores de las grandes ciudades, que tienen un tiempo limitado para salir a comer y les es difícil volver a casa.
Por lo general menú corrido se compone de tres tiempos o platos: el 1r tiempo o «sopa aguada» suele ser un caldo, sopa o consomé. El 2º tiempo o «sopa seca» se trata de alguna fuente de carbohidrato (o almidón) como la pasta, el arroz o el maíz. Estos dos tiempos, que equivalen al primer plato en un menú tradicional europeo, no son muy elaborados. El 3r tiempo o «guiso» es el plato fuerte, el que más le costó a la fonda preparar, y suele ser carne (o vegetales) guisados, fritos, a la parrilla, cocidos... Como un chile relleno, pollo en adobo, mixiote, milanesa de res, pechuga a la plancha... En una fonda decente siempre se sirve tanta agua fresca, pan, salsa verde y salsa roja como el cliente desee sin coste añadido. En cambio, si se desea un café o un producto de la carta principal (que no figure en el menú del día) entonces sí se le añade un costo extra.
El concepto de comida corrida nació y se expandió durante el Porfiriato y hoy en día es un elemento típico más de la gastronomía mexicana.

## Platillos típicos

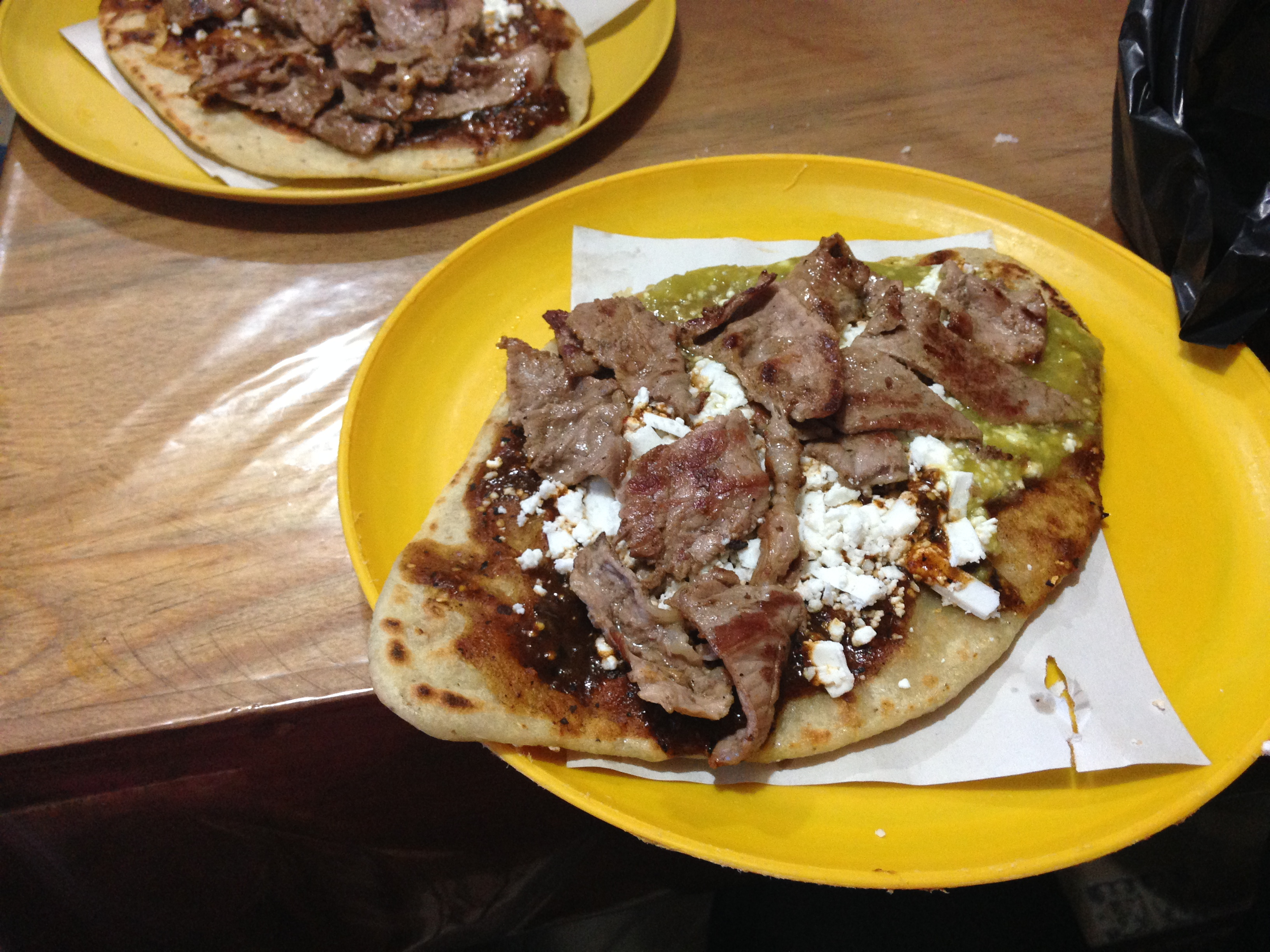
Tlacoyo con bistec, salsa de pasilla y salsa verde.

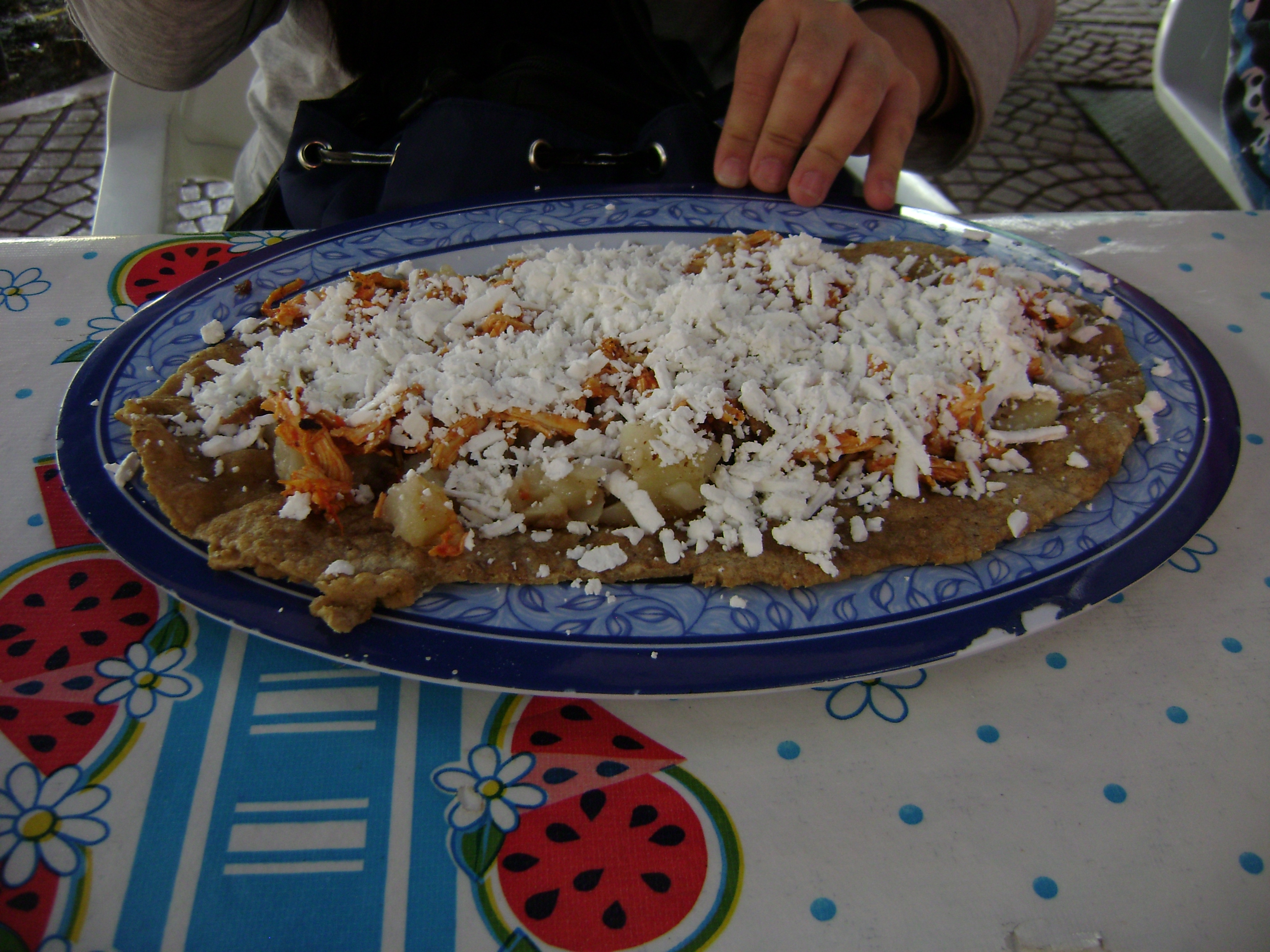
Huarache de pollo en salsa roja.

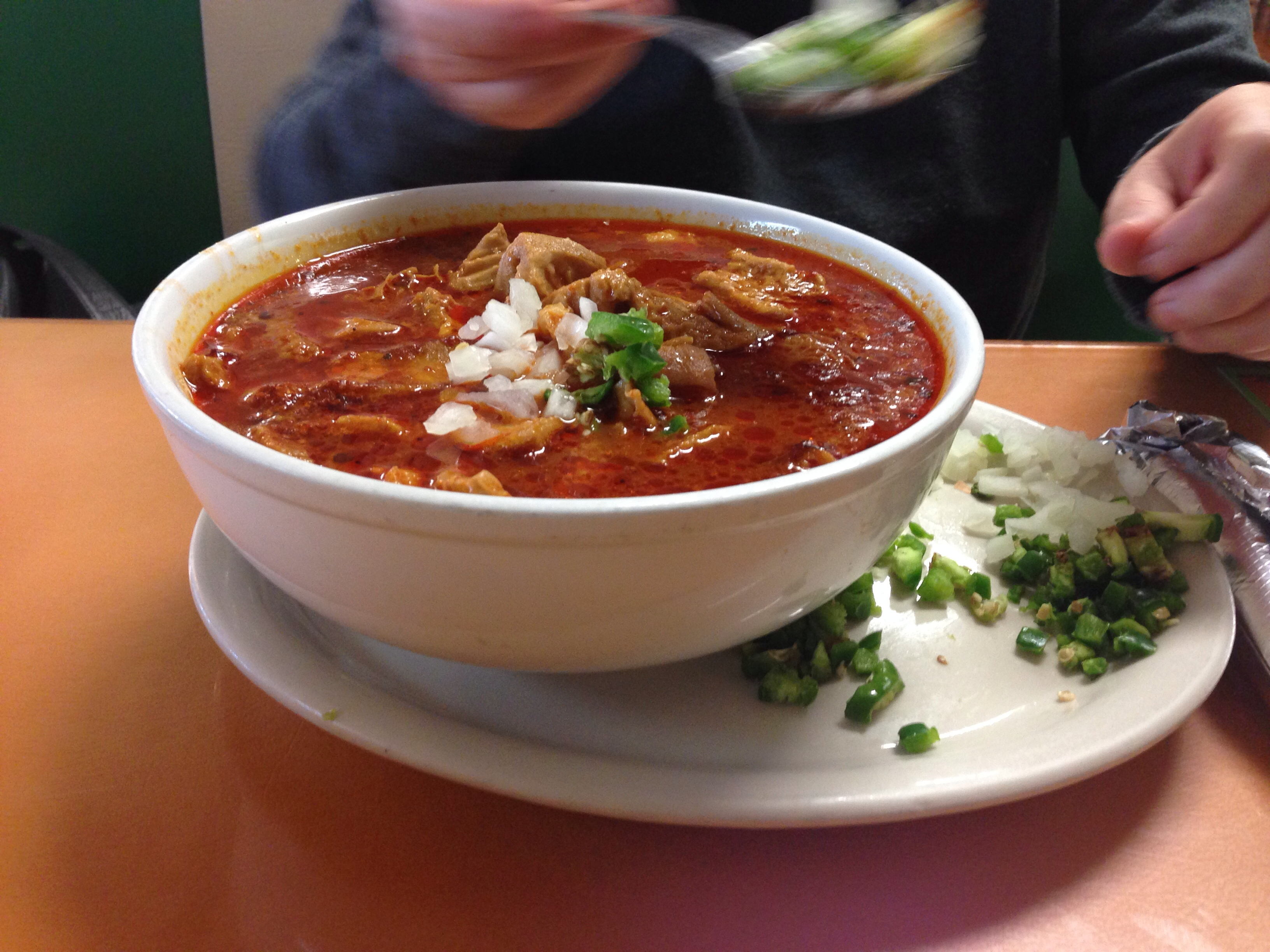
Menudo o pancita.

Como en el resto del país, es común encontrar tacos (al pastor, suadero, dorados...), enchiladas, enmoladas, enfrijoladas, burritos, chilaquiles, tortas, pozole, chiles rellenos y chile en nogada, ensalada de nopal...

### Antojitos y platillos de la CDMX
- Los tacos de canasta, aunque son originarios de Tlaxcala, son un antojito callejero muy popular. Normalmente los vendedores circulan por las calles de toda la ciudad en bicicletas, transportando los tacos en una canasta forrada de hule azul, de ahí su nombre.[19] Los tacos se rellenan de diferentes guisos, aunque los más típicos son los de frijol, los de papa, los de chicharrón y los de adobo.[20] El secreto del característico sabor de los tacos de canasta es un baño generoso de aceite o manteca de cerdo hirviente.
- El tlacoyo, originario de la antigua Tenochtitlan (concretamente de Tlatelolco)[21] y típico de todo el centro del país. Es parecida a una empanada, ovalada, de masa de maíz (azul, generalmente) y rellena con queso, nopal, cebolla, cilantro y salsa. También se le pueden agregar requesón, chicharrón, habas...
- El huarache, creado en 1935 por la vendedora del Mercado de Jamaica doña Carmen Gómez a partir de un tlacoyo, pero más alargado y con la forma de una sandalia huarache (de ahí su nombre), suele rellenarse con frijoles y carne (bistec o costilla de res) frito en manteca.[22]
- El caldo de Indianilla, un consomé de pollo con garbanzos, arroz, pollo, zanahoria y cebolla, nacido en Indianilla, actual colonia Doctores.
- El caldo tlalpeño, aunque de origen discutido, probablemente nacido en la Alcaldía Tlalpan, donde se vendía a principios del siglo XIX en las cercanías a la estación de tranvía. Consiste en un caldo de pollo al que se le agregan diversas verduras (varían según la receta, generalmente cebolla, aguacate, garbanzo y jitomate) y se suele sazonar con chile chipotle y epazote.
- La flauta, si bien se desconoce a ciencia cierta su origen (algunos hablan de Sinaloa[23] o Tierra Caliente[24]), es uno de los antojitos clásicos de la capital y sus alrededores. Se trata de una tortilla de maíz enrollada, rellena y frita.
- La guajolota o torta de tamal, se trata del típico tamal pero que se come en un pan de telera a modo de torta o bocadillo. Esta forma de consumir el tamal es común sólo en la Ciudad de México, aunque es posible que su origen sea Puebla.[25][26]
- El menudo o pancita, sopa que proviene de los callos madrileños, la variante mexicana se originó en la Ciudad de México de la época colonial. Su ingrediente principal es estómago de res.[27]
- El mextlapique o tlapique, pescado envuelto en totomoxtle (hojas secas de maíz), típico de Tláhuac, Xochimilco y otras áreas de la región lacustre. Es uno de los platillos más antiguos que aún se conservan de la casi desaparecida dieta prehispánica.
- El michmole, un guiso de pescado que originalmente preparaban los indígenas del Valle de México con peces de agua dulce que pescaban en los lagos del valle.
- Caldo de migas, también llamadas migas de Tepito, por originarse en este barrio,[28] sencillo caldo con hueso y migas de pan.
- Los quintoniles encebollados, un tipo de quelite (hierba silvestre náhuatl consumida desde antes de Cortés). Se pueden comer como guarnición, para rellenos, en tacos o solos.[29]
- Mole de Tláhuac, tipo de mole verde, originado en Tláhuac.[30]
- Refrescos de bolsita (para niños).[31]
- El pulque curado o simplemente curado, consiste en pulque que ha sido enriquecido con frutas, especias, frutos secos o hierbas.
- El mole de olla, guiso de carnes y verduras en salsa de mole.
- El caldo tlalpeño, una sopa de pollo con un chipotle, aguacate, garbanzos y otros ingredientes. Procede de Tlalpan, alcaldía en el sur del DF.

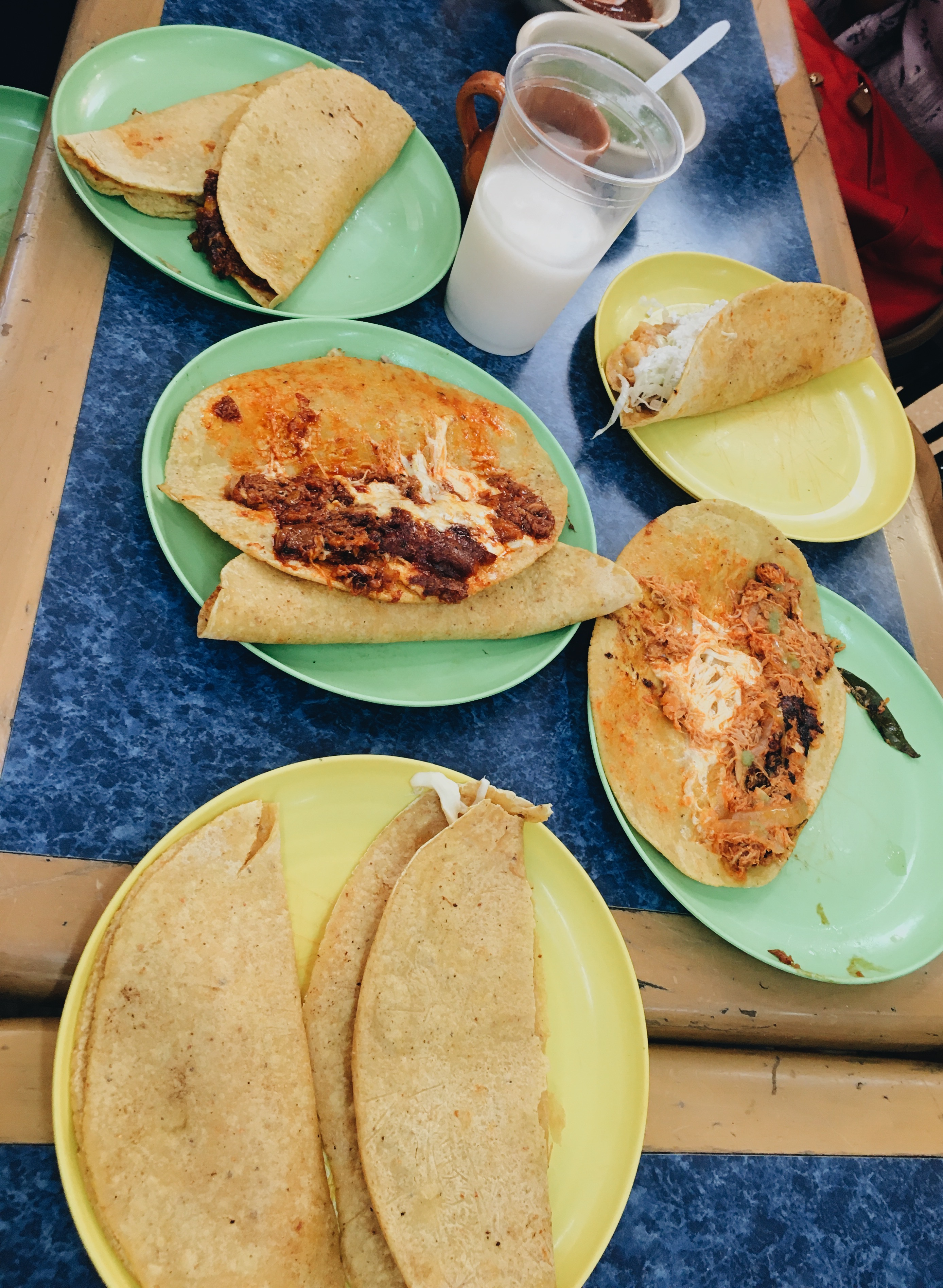
Quesadillas en Coyoacán, en este caso, con queso.

### Debate sobre las quesadillas
La capital mexicana es el único lugar de todo el país donde se pueden pedir quesadillas con o sin queso, pues por lo general se entiende que el queso viene incluido, ya que es su característica principal (de ahí su nombre). Sin embargo, en Ciudad de México los clientes deben especificar si se desea con o sin queso. Esta particularidad es motivo de burla por el resto del país. Al parecer, este debate viene de hace décadas, e incluso siglos.
Aunque hay muchos ingredientes que rellenan una quesadilla (huitlacoche, flor de calabaza, pescado, chicharrón...), sólo en la Ciudad de México se comen las quesadillas de pancita.

## Restauración, hostelería y otros establecimientos

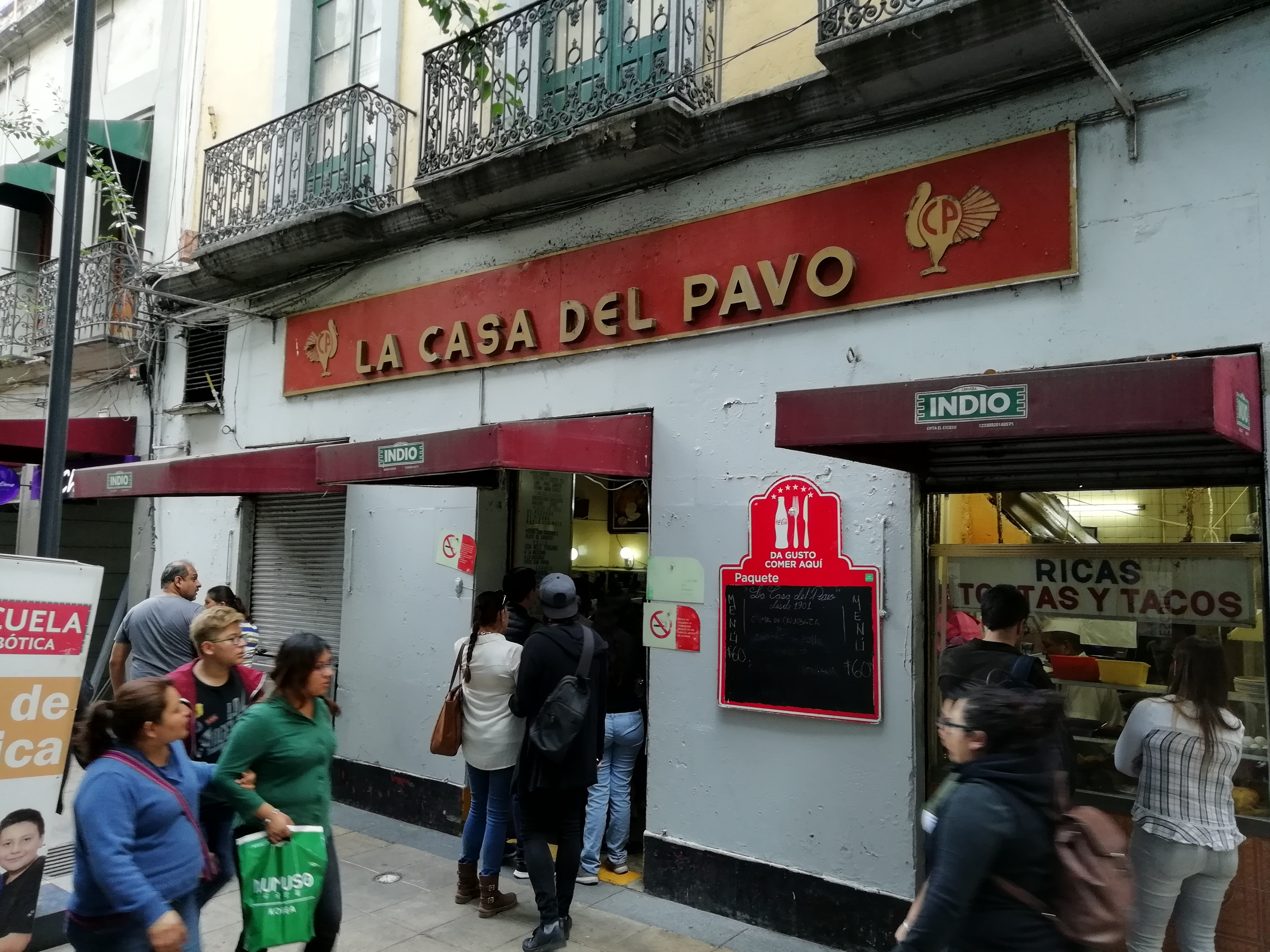
La Casa del Pavo, fundada en 1901.

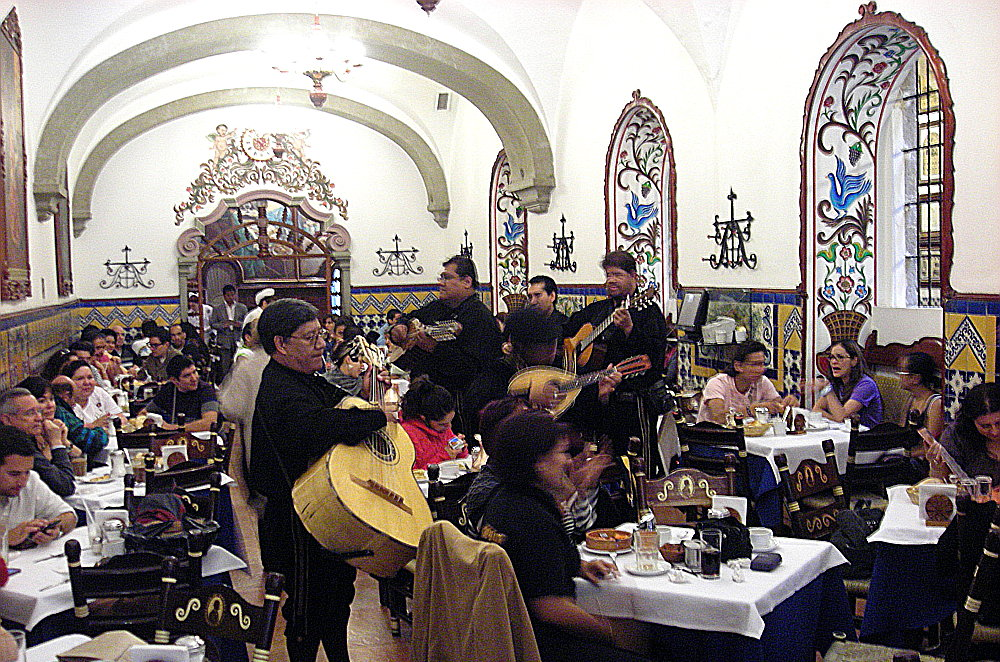
El Café de Tacuba, fundado en 1912.

En Ciudad de México hay multitud de reputados restaurantes, bares, pastelerías, hoteles y otros establecimientos de valor histórico-cultural. Por ejemplo, el clásico Café de Tacuba, fundado en 1912 en la calle homónima o la Dulcería de Celaya, ubicada en la avenida Cinco de Mayo y famosa por sus dulces mexicanos. Algunas de las cantinas más antiguas de la ciudad son: El Nivel, La Puerta del Sol, El Gallo de Oro, La Vaquita o La Única de Guerrero.
En la calle Isabel la Católica se encuentra el emblemático Casino Español, un club exquisito fundado en 1863 por españoles en México y que ofrece alta cocina de la gastronomía española. Destaca su edificio, de estilo europeo ecléctico. Otro restaurante histórico español importante es el Centro Castellano, en la calle Uruguay; todos ellos en el Centro Histórico.
Otros establecimientos famosos son el Bar La Ópera, fundado en 1876, donde se dice que acudía frecuentemente Porfirio Díaz, la Hostería de Santo Domingo, llamada así porque nació del antiguo Convento de Santo Domingo de Guzmán (1860), la Pastelería Suiza, fundada en 1942 por hispano-helvéticos cuyo producto estrella es el brazo de gitano, la tortería Casa del Pavo, de 1901,

### Alta cocina
En las últimas décadas México ha vivido un renacimiento de su alta cocina e internalización de su gastronomía de la mano de grandes cocineros como el chef Enrique Olvera, que tiene tres de sus restaurantes en Ciudad e México: Pujol y Casa Teo (en Polanco) y Eno (en las Lomas de Chapultepec). Con Olvera colaboró la reputada chef Daniela Soto-Innes, también defeña. El chef Ricardo Muñoz Zurita posee la cadena de restaurantes Azul, en la C.U. y otros lugares de la ciudad. La ya fallecida chef Patricia Quintana dirigió el restaurante Izote, clausurado en 2013. La chef defeña Mónica Patiño posee un restaurante llamado La Taberna del León, cercano a la C.U. o el chef Edgar Núñez con dos restaurantes: Sud 777 y Comedor Jacinta. Nuñez ha desarrollado un estilo de cocina propio, llamado «cocina vegetal mexicana» (que no vegetariana) y colabora con la agricultura local mencionada antes, poseyendo él mismo varios lotes de chinampas tradicionales en Xochimilco. La chef Margarita Carrillo Arronte dirige el restaurante Turtux (San Ángel), además de escribir libros de cocina.
Oriundo de la Ciudad de México, el chef Alfredo Oropeza se dedica a la difusión culinaria en la televisión, al igual que Yuri de Gortari Krauss. La chef Pati Jinich divula sobre gastronomía mexicana en Washington D. C., donde reside actualmente.

### Lectura complementaria
- Ruvalcaba, A. (2018). 24 horas de comida en la Ciudad de México. Grupo Planeta. ISBN 6070749499. Consultado el 19 de mayo de 2021.